# Сабитов, Гай Сабитович
Гай Сабитович Сабитов (15 сентября 1915, д. Новый Каенсар, Мамадышский уезд, Казанская губерния, Российская империя — 24 декабря 1993, Ижевск, Удмуртская Республика, Россия) — удмуртский советский поэт-песенник родом из Татарстана, радиожурналист. Член Союза писателей СССР (1964). Заслуженный работник культуры УАССР (1965). Лауреат Государственной премии УАССР (1975).

## Биография
Гай Сабитов родился 15 сентября 1915 года в крестьянской семье деревни Новый Каенсар (ныне — на территории Кукморского района Татарстана). В 1930 году поступил в Казанский финансово-экономический техникум, по окончании которого приехал в Ижевск, где работал кредитным инспектором в местном отделении Госбанка. В 1943 году окончил факультет языка и литературы Удмуртского государственного педагогического института, со 2-го курса работал диктором новостей на местном радио — читал сводки с фронтов Великой Отечественной войны на удмуртском языке.. 
В 1950 году по рекомендации Союза писателей Удмуртской АССР поступил учиться в Литературный институт им. А. М. Горького, окончив который, вернулся в Ижевск и работал редактором литературно-драматических передач на радио. В 1964 году был принят в члены Союза писателей СССР. Год спустя за успешную работу ему присвоено звание «Заслуженный работник культуры УАССР».

## Творчество
Первое стихотворение Гая Сабитова «Шудо улон» (с удм. — «Счастливая жизнь») было опубликовано в 1938 году в журнале Союза писателей Удмуртской АССР «Молот». Позже в соавторстве с известными композиторами Удмуртии написал около 100 песен, а в народе подлинное признание получили его шуточные песни «Паймод, эке» (с удм. — «Ну и удивишься, брат»), «Вождэ эн вaй» (с удм. — «Не сердись»), «Эсьмаса» (с удм. — «Даже») и другие
В 1975 году за сборник стихов «Яратӥсько» (с удм. — «Люблю») Гай Сабитов был удостоен Государственной премии УАССР.
Сабитов считается основоположником нового жанра национальной поэзии — его перу принадлежит так называемый «венок сонетов»: 15 произведений, где каждый последующий стих начинается строчкой предыдущего, а последний «помнит» все предшествующие.